# Крот, Николай Николаевич
Николай Николаевич Крот (род. 17 октября 1933, Любищицы, Полесское воеводство) — российский ученый в области радиохимия, доктор химических наук, заслуженный деятель науки Российской Федерации (1999), лауреат Государственной премии СССР (1986).

## Биография
Родился 17 октября 1933 в д. Любищицы Ивацевичского района Брестской области.
Окончил кафедру радиационной химии Московского химико-технологического института им. Д. И. Менделеева (1955), инженер-технолог, радиохимик.
В 1956—1972 гг. работал в ФЭИ: где прошел путь от ст. лаборанта до зав. лабораторией.
С 1972 г. в Институте физической химии АН СССР: старший научный сотрудник, зав. лабораторией трансурановых элементов (предшественник — д.х.н. Анна Дмитриевна Гельман, преемник — д.х.н. Александр Михайлович Федосеев), главный научный сотрудник. Опубликовал более 200 научных статей, 37 авторских свидетельств о изобретении.
В 1967 году получил нептуний и плутоний в семивалентном состоянии (совместно с А. Д. Гельман и М. П. Мефодьевой), что привело к отказу от «актинидной гипотезы» Гленна Сиборга. Открытие было внесено в Государственный реестр научных открытий СССР под № 96 с приоритетом от 28 ноября 1967 года. В 1972 году за серию работ в области химии и технологии нептуния и плутония, выполненную в Институте физической химии АН СССР доктором химических наук А. Д. Гельман, доктором химических наук Н. Н. Кротом и кандидатом химических наук Ф. А. Захаровой, президиум Академии наук СССР присудил премию им. Д. И. Менделеева в размере 2000 руб. После открытия провел систематическое исследование возможных окислительных состояний актинидов и разработал методы получения более 100 их новых соединений. Также большое внимание уделял исследованию катион-катионных взаимодействий в соединениях актинидов (совместно с Григорьев, Михаил Семенович.
Доктор химических наук, профессор.

## Публикации
1. Соединения трансурановых элементов [Текст] / М. П. Мефодьева, Н. Н. Крот; отв. ред. А. Д. Гельман ; АН СССР, Ин-т физ. химии. — Москва : Наука, 1987. — 301, [1] с. : ил.; 25 см.
2. Семивалентное состояние нептуния, плутония, америция [Текст] / [Н. Н. Крот, А. Д. Гельман, М. П. Мефодьева и др. ; Отв. ред. д-р хим. наук В. С. Колтунов] ; АН СССР, Ин-т физ. химии. — Москва : Наука, 1977. — 150 с. : ил.; 21 см.
3. Список статей Н. Н. Крота, вышедших в издательстве Springer

## Награды
- Лауреат Государственной премии СССР (1986, в составе коллектива) — за цикл работ «Соединения металлов в ранее не известных состояниях окисления, исследование их свойств и применение» (1967—1984).
- Лауреат премии им. Д. И. Менделеева.
- Заслуженный деятель науки РФ (1999).

## Семья
Брат Александр (1941—1967) в 1964 году окончил факультет ТНВ Московского химико-технологического института им. Д. И. Менделеева.
Брат Леонид окончил Университет дружбы народов имени Патриса Лумумбы.
Сестра София
Сестра Анна
Брат Фёдор